# 桑桑河

桑桑河（西班牙語：Río San San），是巴拿馬的河流，位於該國西北部博卡斯德爾托羅省，處於錢吉諾拉河和錫克紹拉河之間，河道全長37.3公里，流域面積222.5平方公里。